# 马拉卡雅
马拉卡雅是巴西圣卡塔琳娜州的一个市镇。总面积63.401平方公里，总人口5909人，人口密度93.2人/平方公里。